# Borkhera
Borkhera är en ort i Indien.   Den ligger i distriktet Būndi och delstaten Rajasthan, i den centrala delen av landet, 400 km söder om huvudstaden New Delhi. Borkhera ligger 285 meter över havet och antalet invånare är 3 440.
Terrängen runt Borkhera är platt åt nordväst, men åt sydost är den kuperad. Runt Borkhera är det ganska tätbefolkat, med 207 invånare per kvadratkilometer. Närmaste större samhälle är Būndi, 9,2 km söder om Borkhera. Trakten runt Borkhera består till största delen av jordbruksmark.